# Montefranco
Montefranco är en ort och kommun i provinsen Terni i regionen Umbrien i Italien. Kommunen hade 1 283 invånare (2018).